# Elizabeth Gurley Flynn
Elizabeth Gurley Flynn (Concord, 7 agosto 1890 – Mosca, 5 settembre 1964) è stata un'attivista statunitense che svolse un ruolo di primo piano nel sindacato dell'Industrial Workers of the World (IWW).
Fu una dei fondatori dell'American Civil Liberties Union e una sostenitrice dei diritti delle donne, del controllo delle nascite e del suffragio femminile. Entrò a far parte del Partito Comunista degli Stati Uniti d'America nel 1936 e ne divenne presidente nel 1961. Morì durante una visita in Unione Sovietica, dove le fu organizzato un funerale di Stato con cortei nella Piazza Rossa a cui parteciparono oltre 25.000 persone.

## Biografia

### Infanzia
Figlia di Annie Gurley e di Thomas Flynn, nel 1900 si trasferì con la famiglia a New York, dove frequentò le scuole pubbliche. I suoi genitori la introdussero al socialismo e a 15 anni tenne il suo primo discorso in pubblico intitolato "Cosa farà il socialismo per le donne" al Club dei socialisti di Harlem. In quel frangente si schierò a favore del cambiamento sociale e decise di interrompere gli studi, una decisione di cui in seguito si sarebbe pentita. Tuttavia, altre fonti affermano che venne espulsa dal liceo per via del suo coinvolgimento politico.

### Carriera

#### IWW (Woblies)

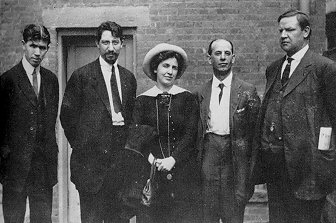
Foto del 1913 dei leader dello sciopero della seta di Paterson. Figurano Patrick Quinlan, Carlo Tresca, Elizabeth Gurley Flynn, Adolph Lessig e Bill Haywood

Nel 1907 aderì agli Industrial Workers of the World e partecipò per la prima volta ad una loro convention nel settembre dello stesso anno. Negli anni successivi si attivò tra i lavoratori dell'abbigliamento in Pennsylvania, tra i tessitori di seta nel New Jersey, tra i ristoratori a New York, tra i minatori in Minnesota, Missoula, Montana e Spokane, e tra i lavoratori tessili nel Massachusetts. Durante questo periodo lo scrittore Theodore Dreiser la definì "una Giovanna d'Arco dell'East Side".
Nel 1909 Flynn partecipò a una lotta per la libertà di parola a Spokane, durante la quale si incatenò a un lampione per ritardare il suo arresto. In seguito accusò la polizia di servirsi delle carceri a mo' di bordello, un'accusa alla quale le forze dell'ordine risposero con la confisca di tutte le copie dell'Industrial Worker che denunciava i fatti. Il 4 marzo 1910 Spokane cedette dando agli IWW il diritto di riunirsi per i discorsi e lasciando liberi tutti i manifestanti dell'IWW.
Flynn venne arrestata dieci volte durante questo periodo, ma non fu mai condannata per attività criminali. Un patteggiamento portò alla sua espulsione dagli IWW nel 1916, insieme al collega Joe Ettor.

#### ACLU
Membro fondatore dell'American Civil Liberties Union (ACLU) nel 1920, Flynn agì in prima linea contro la condanna di Sacco e Vanzetti. Sostenne anche i diritti delle donne, il controllo delle nascite e il suffragio femminile, accusando la leadership dei sindacati dominata dagli uomini di non riflettere sui bisogni delle donne.
Tra il 1926 e il 1936 visse con l'attivista Marie Equi nel sudovest di Portland, in Oregon, dove sostenne attivamente lo sciopero sul lungomare della costa occidentale del 1934, nonostante le sue precarie condizioni di salute. Nel 1939 venne rieletta nel consiglio dell'ACLU, ma fu presto espulsa assieme agli altri membri del Partito Comunista dopo la firma del patto di non aggressione tra Hitler e Stalin.

#### International Labor Defense
Dal 1927 al 1930 presiedette l'International Labor Defense. In quel periodo tentò di liberare i sindacalisti incarcerati Thomas J. Mooney e Warren K. Billings.

#### CPUSA

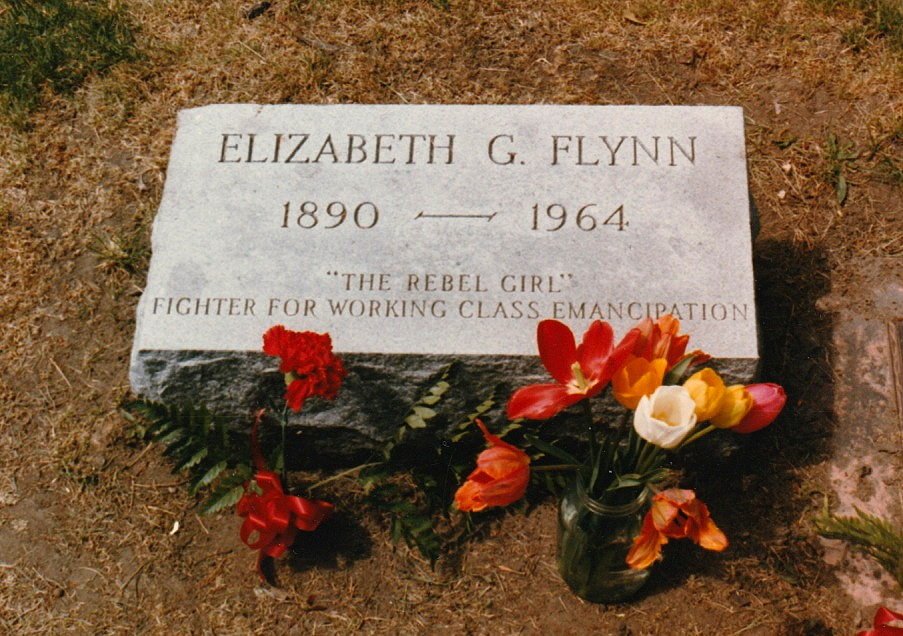
Tomba di Elizabeth Gurley Flynn

Nel 1936 Flynn si unì al Partito Comunista e scrisse una colonna femminista per giornale di partito, il Daily Worker.
Durante la seconda guerra mondiale sostenne le pari opportunità economiche e retributive per le donne e per la creazione di centri diurni per le madri lavoratrici. Nel 1942 si candidò al Congresso a New York e ricevette 50.000 voti. Nel luglio 1948 una dozzina di leader del Partito Comunista furono arrestati e accusati di aver violato lo Smith Act sostenendo il rovesciamento del governo degli Stati Uniti con la forza e la violenza. Dopo essere stati condannati nel processo di Foley Square, fecero appello alla Corte Suprema, che confermò la loro condanna. Due giudici dissidenti scrissero di essere stati condannati in violazione dei loro diritti costituzionali per aver svolto attività protette dal I emendamento. Flynn si attivò per il loro rilascio, ma nel giugno 1951 fu lei stessa arrestata e perseguita ai sensi dello Smith Act con altri sedici membri del Partito Comunista. Gli attivisti vennero accusati di aver cospirato per "insegnare e sostenere il rovesciamento violento" del governo. Dopo un processo di nove mesi Flynn venne giudicata colpevole scontò due anni nel campo di prigionia federale di Alderson, nella Virginia Occidentale. Scrisse poi un libro di memorie sulla sua prigionia intitolato The Alderson Story: My Life as a Political Prisoner.
Una volta in libertà riprese il suo attivismo. Si candidò al Consiglio cittadino di New York nel 1957 ottenendo un totale di 710 voti. Nel 1961 divenne la prima donna a presiedere il Partito Comunista degli Stati Uniti a livello nazionale.
Morì in Unione Sovietica nel 1964, all'età di 74 anni. Il governo sovietico le organizzò un funerale di Stato nella Piazza Rossa, al quale presero parte oltre 25.000 persone. Secondo le sue volontà, i suoi resti vennero trasportati negli Stati Uniti e tumulati nel Waldheim Cemetery di Chicago, vicino alle tombe di Eugene Dennis, Bill Haywood, Emma Goldman e dei martiri della rivolta di Haymarket.

## Vita privata
Nel 1908 Flynn sposò J. A. Jones, un sindacalista locale del Minnesota per gli Industrial Workers of the World, di sedici anni più di lei. Dall'unione nacquero due figli, John Vincent, morto pochi giorni dopo la nascita, e Fred Flynn, nato nel 1910.

## Opere

### Libri e opuscoli
- Sabotage: The Conscious Withdrawal of the Workers' Industrial Efficiency. Cleveland, OH: IWW Publishing Bureau, 1916.
- Debs, Haywood, Ruthenberg, New York: Workers Library Publishers, 1939.
- I Didn't Raise My Boy to Be a Soldier — for Wall Street. New York: Workers Library Publishers, 1940.
- Earl Browder: The Man from Kansas. New York: Workers Library Publishers, 1941.
- Questions and Answers on the Browder Case. New York: Citizens' Committee to Free Earl Browder, 1941.
- Coal Miners and the War. New York: Workers Library Publishers, 1942.
- Women in the War. New York: Workers Library Publishers, 1942.
- Daughters of America: Ella Reeve Bloor, Anita Whitney. New York: Workers Library Publishers, 1942.
- Women Have a Date with Destiny. New York: Workers Library Publishers, 1944.
- Meet the Communists. New York: Communist Party, U.S.A., 1946.
- Woman's Place in the Fight for a Better World. New York, New Century Publishers, 1947.
- The Twelve and You: What Happens to Democracy is Your Business, Too! New York: New Century Publishers, 1948.
- Labor's Own William Z. Foster: A Communist's Fifty Years of Working-Class Leadership and Struggle. New York: New Century Publishers, 1949.
- Stool-Pigeon. New York: New Century Publishers, 1949.
- The Plot to Gag America. New York: New Century Publishers, 1950.
- A Message to All Women Communists from Elizabeth Gurley Flynn on Mother's Day, May, 1950. New York: National Women's Commission, Communist Party, U.S.A., 1950.
- Debs and Dennis, Fighters for Peace. New York: New Century Publishers, 1950.
- Elizabeth Gurley Flynn Speaks to the Court: Opening Statement to the Court and Statement in the Case of the Sixteen Smith Act Victims in the Trial at Foley Square, New York. New York: New Century Publishers, 1952.
- 13 Communists Speak to the Court. New York: New Century Publishers, 1953.
- Communists and the People: Summation Speech to the Jury in the Second Foley Square Smith Act Trial of Thirteen Communist Leaders. New York, New Century Publishers, 1953.
- I Speak My Own Piece: Autobiography of "The Rebel Girl." New York: Masses and Mainstream 1955.
- An Appeal to Women. New York: Campaign Committee, People's Rights Party, 1955.
- Horizons of the Future for a Socialist America. New York: Communist Party, USA, 1959.
- Freedom Begins at Home. New York: New Century Publishers, 1961.
- Ben Davis on the McCarran Act at the Harvard Law Forum. by Benjamin J. Davis New York: Gus Hall-Benjamin Davis Defense Committee, 1962. (introduzione)
- The Alderson Story: My Life as a Political Prisoner. New York: International Publishers, 1963.
- The McCarran Act, Fact and Fancy. New York: Gus Hall-Benjamin J. Davis Defense Committee, 1963.
- The Rebel Girl: An Autobiography, My First Life (1906-1926). New York: International Publishers, 1973.
- Memories of the Industrial Workers of the World. New York: American Institute for Marxist Studies, 1977.

### Articoli
- "May 1st: The Sun of Tomorrow". New Masses, 6 maggio 1941.
- "Defend the Civil Rights of Communists!" The Communist. vol. XVIII, n°12, dicembre 1939.
- "Mine Eyes Have Seen the Glory". The Masses, 2 maggio 1939.
- "The Minnesota Trials". The Masses January, 1917.
- "Do You Believe in Patriotism?" The Masses, marzo 1916.